# Odorrana banaorum
Espèce
Synonymes
- Rana banaorum Bain, Lathrop, Murphy, Orlov & Cuc, 2003

Statut de conservation UICN

 LC  : Préoccupation mineure
Odorrana banaorum est une espèce d'amphibiens de la famille des Ranidae.

## Répartition
Cette espèce se rencontre :
- au Viêt Nam dans les provinces de Gia Lai et de Hà Tĩnh ainsi qu'à Đà Nẵng ;
- dans l'est du Cambodge.

Sa présence est incertaine au Laos.

## Étymologie
Cette espèce est nommée en l'honneur des Ba Na.

## Publication originale
- Bain, Lathrop, Murphy, Orlov & Ho, 2003 : Cryptic species of a cascade frog from Southeast Asia: taxonomic revisions and descriptions of six new species. American Museum Novitates, no 3417, p. 1-60 (texte intégral).